# Пеграм (Теннессі)
Пеграм (англ. Pegram) — місто (англ. town) в США, в окрузі Чітем штату Теннессі. Населення — 2072 особи (2020).

## Географія
Пеграм розташований за координатами 36°6′17″ пн. ш. 87°3′23″ зх. д. / 36.10472° пн. ш. 87.05639° зх. д. (36.104746, -87.056488).  За даними Бюро перепису населення США в 2010 році місто мало площу 19,99 км², уся площа — суходіл. В 2017 році площа становила 18,77 км², уся площа — суходіл.

## Демографія
Згідно з переписом 2010 року, у місті мешкали 2093 особи в 794 домогосподарствах у складі 608 родин. Густота населення становила 105 осіб/км².  Було 832 помешкання (42/км²).
Расовий склад населення:
| - 95,3 % — білих - 2,4 % — чорних або афроамериканців - 0,3 % — корінних американців - 0,1 % — азіатів |

До двох чи більше рас належало 1,0 %. Частка іспаномовних становила 1,4 % від усіх жителів.
За віковим діапазоном населення розподілялося таким чином: 23,8 % — особи молодші 18 років, 64,3 % — особи у віці 18—64 років, 11,9 % — особи у віці 65 років та старші. Медіана віку мешканця становила 42,6 року. На 100 осіб жіночої статі у місті припадало 96,2 чоловіків;  на 100 жінок у віці від 18 років та старших — 91,1 чоловіків також старших 18 років.
Середній дохід на одне домашнє господарство  становив 68 994 долари США (медіана — 61 094), а середній дохід на одну сім'ю — 71 897 доларів (медіана — 63 787). Медіана доходів становила 47 321 долар для чоловіків та 45 845 доларів для жінок. За межею бідності перебувало 14,0 % осіб, у тому числі 22,5 % дітей у віці до 18 років та 7,0 % осіб у віці 65 років та старших.
Цивільне працевлаштоване населення становило 1020 осіб. Основні галузі зайнятості: освіта, охорона здоров'я та соціальна допомога — 22,0 %, роздрібна торгівля — 14,9 %, будівництво — 12,5 %.